# Canelas (Arouca)
Pour les articles homonymes, voir Canelas.
Canelas est une ancienne paroisse civile portugaise (en portugais : freguesia) de la municipalité d'Arouca dans le district d'Aveiro.
La paroisse de Canelas est créée à partir de la paroisse d'Alvarenga. Elle y reste rattachée jusqu'en 1836, année où la municipalité d'Alvarenga est supprimée et intégrée à Arouca.
La loi no 11-A/2013 du 28 janvier 2013, portant réorganisation administrative du territoire des freguesias, fusionne Canelas avec la paroisse voisine d'Espiunca pour former l’União das freguesias de Canelas e Espiunca (dont le siège est à Canelas).